# Fred Dretske

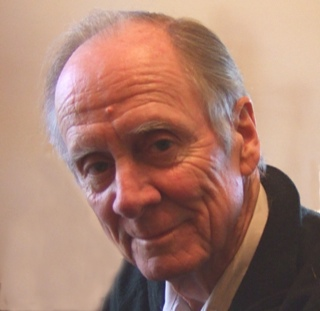
Fred Dretske

Frederick Irwin Dretske (* 9. Dezember 1932 in Waukegan, Illinois; † 24. Juli 2013)  war ein US-amerikanischer Philosoph, der an der Duke University in North Carolina lehrte. Seine Hauptarbeitsgebiete waren die Erkenntnistheorie und die Philosophie des Geistes.
Dretske ist insbesondere für seine Analyse des Informationsbegriffs bekannt geworden. Diese Analyse soll unter anderem eine reduktive Erklärung des intentionalen Gehaltes von mentalen Zuständen ermöglichen. Der Versuch, Intentionalität reduktiv zu erfassen, ist dabei Teil von Dretskes allgemeinem Programm der „Naturalisierung des Geistes“. Das Ziel dieses Programms ist es, den Geist als ein unproblematisches biologisches Phänomen zu beschreiben. Um dieses Ziel zu erreichen, muss nicht nur die Intentionalität erklärt werden. Es ist auch eine Erklärung für Erlebnisgehalte (Qualia) und Selbstbewusstsein nötig. Dretske meinte solche Erklärungen mittels des Konzepts der Repräsentation liefern zu können.

## Ehrungen
1994 wurde er mit dem Jean-Nicod-Preis ausgezeichnet. 2003 wurde Dretske in die American Academy of Arts and Sciences gewählt. Für 2014 wurde ihm postum der Lauener Preis zugesprochen.